# Municipio de St. James (Minnesota)
El municipio de St. James (en inglés: St. James Township) es un municipio ubicado en el condado de Watonwan en el estado estadounidense de Minnesota. En el año 2010 tenía una población de 260 habitantes y una densidad poblacional de 2,97 personas por km².

## Geografía
El municipio de St. James se encuentra ubicado en las coordenadas 43°58′30″N 94°42′6″O / 43.97500, -94.70167. Según la Oficina del Censo de los Estados Unidos, el municipio tiene una superficie total de 87.62 km², de la cual 86,68 km² corresponden a tierra firme y (1,08 %) 0,94 km² es agua.

## Demografía
Según el censo de 2010, había 260 personas residiendo en el municipio de St. James. La densidad de población era de 2,97 hab./km². De los 260 habitantes, el municipio de St. James estaba compuesto por el 97,31 % blancos, el 2,69 % eran de otras razas. Del total de la población el 4,23 % eran hispanos o latinos de cualquier raza.